# Mauricio Rueda Beltz
Mons. Mauricio Rueda Beltz (* 8. ledna 1970, Bogota) je kolumbijský římskokatolický duchovní, arcibiskup a apoštolský nuncius.

## Život
Narodil se 8. ledna 1970 v Bogotě.
Roku 1987 dokončil moderní gymnázium v Bogotě a následně nastoupil do kněžského semináře ve stejném městě. Dne 19. prosince 1996 byl vysvěcen na kněze a inkardinován do arcidiecéze Bogota. Poté odešel studovat na Papežskou univerzitu Svatého Kříže v Římě, kde získal doktorát z kanonického práva. Dále studoval na Papežské církevní akademii, kde se připravoval na diplomatické služby.
Dne 1. července 2004 vstoupil do diplomatických služeb Svatého stolce a působil na apoštolských nunciaturách v Guineji, Chile, USA a Jordánsku.
Dne 1. července 2014 byl přeložen do Státního sekretariátu, přesněji do sekce pro vztahy se státy.
Od 22. února 2016 do 30. června 2020 byl zodpovědný za apoštolské cesty papeže.
Dne 1. července 2020 byl jmenován do služby na apoštolské nunciatuře v Portugalsku.
Dne 17. prosince 2020 jej papež František jmenoval podsekretářem sekce pro diplomatický personál Státního sekretariátu.
Dne 16. června 2023 ho papež František jmenoval titulárním arcibiskupem z Cingoli a apoštolským nunciem v Pobřeží slonoviny.
Hovoří italsky, anglicky a francouzsky.